# Comité de développement villageois
Un comité de développement villageois (en népalais : गाउँ बिकास समिति) est l'ancienne unité administrative de base au Népal. Au nombre de 3 157, ils ont été remplacés en 2017 par les municipalités rurales.